# Rutina Wesley

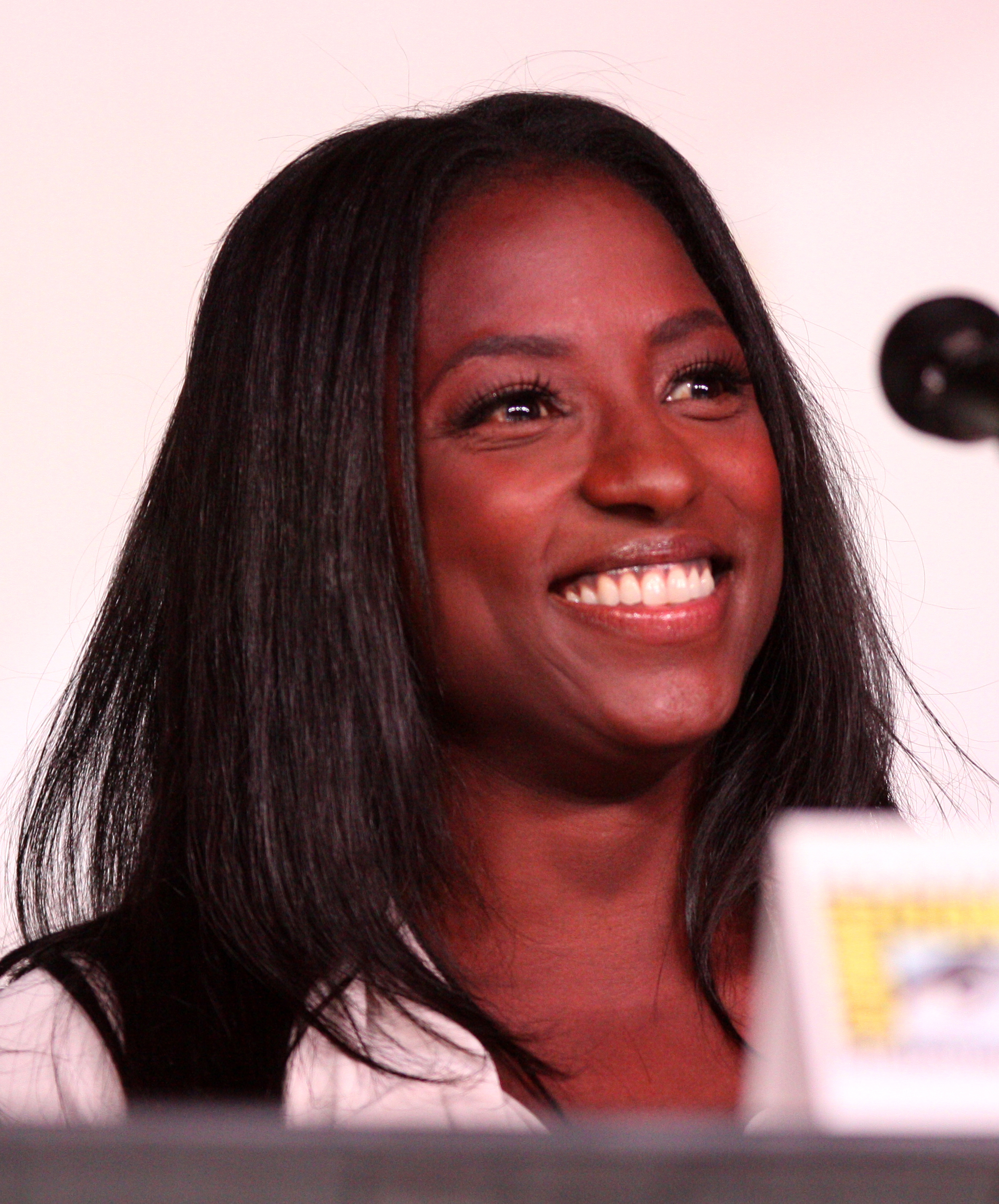
Rutina Wesley bei der Comic-Con International 2012

Rutina Wesley (* 1979 in Las Vegas, Nevada) ist eine US-amerikanische Schauspielerin. Bekannt wurde sie durch ihre Rolle als Tara Thornton in der Fernsehserie True Blood.

## Leben
Wesley wurde in Las Vegas, Nevada geboren und wuchs dort auf. Ihre Eltern sind Cassandras Wesley, die als Revuegirl arbeitete, und Ivery Wheeler, ein professioneller Stepptänzer. Mit sieben Jahren spielte sie in einer Aufführung des Musicals Der goldene Regenbogen mit, was nach ihren eigenen Aussagen zu der Entscheidung führte, Schauspielerin zu werden. Nach ihrem Besuch der High School für internationale Studien, darstellende und visuelle Künste in Las Vegas, studierte sie an der Universität von Evansville in Indiana, wo sie ihren Abschluss als Bachelor in Theater Performance erhielt. Im Anschluss besuchte sie von 2001 bis zu ihrem Abschluss im Mai 2005 die renommierte Juilliard School in New York. Im Rahmen dieses Studiums spielte sie in Aufführungen von MacBeth, Richard III. und anderen.

## Karriere
Wesleys erster großer Auftritt war im Broadway-Musical Zeitfenster unter der Regie von David Hare. 2005 spielte sie eine Nebenrolle im Film Hitch – Der Date Doktor, die jedoch in der endgültigen Fassung nicht mehr vorkam. Ihr Filmdebüt feierte sie 2007 mit ihrer Hauptrolle als Raya Green im Film How She Move. Von 2008 bis 2014 spielte sie die Rolle der Tara Thornton in der Fernsehserie True Blood.

## Privatleben
Wesley lebt die Hälfte des Jahres in Los Angeles und die andere Hälfte in Astoria, Queens. Sie heiratete 2005 den Schauspieler Jacob Fishel. Im Juli 2013 trennte sich das Paar und im August 2013 reichte Wesley die Scheidung ein. Im November 2017 verlobte sie sich mit der Köchin Chef Shonda.

## Filmografie (Auswahl)
- 2007: How She Move
- 2008: Numbers – Die Logik des Verbrechens (NUMB3RS, Fernsehserie, Episode 5x06)
- 2008–2014: True Blood (Fernsehserie, 74 Episoden)
- 2012: California Winter
- 2014: 13 Sins
- 2014: Last Weekend
- 2015: Hannibal (Fernsehserie, 5 Episoden)
- 2015: The Perfect Guy
- 2015, 2017: Arrow (Fernsehserie, 2 Episoden)
- 2016–2022: Queen Sugar (Fernsehserie)
- 2019: Stucco (Kurzfilm)
- 2019: The Walking Dead (Fernsehserie, Episode 9x14)
- 2022: Outsiders
- 2023–2025: The Last of Us (Fernsehserie, 5 Episoden)